# Штокзе
Штокзе (нім. Stocksee) — громада в Німеччині, розташована в землі Шлезвіг-Гольштейн. Входить до складу району Зегеберг. Складова частина об'єднання громад Борнгефед.
Площа — 11,38 км2. Населення становить 400 ос. (станом на 31 грудня 2020).